# Porotrichum frahmii
Porotrichum frahmii là một loài Rêu trong họ Neckeraceae. Loài này được (Enroth) Enroth mô tả khoa học đầu tiên năm 2004.